# Piotr Sosnowski (malarz)
Piotr Sosnowski (ur. 4 sierpnia 1731, zm. 29 września 1853 w Moskwie) – rosyjski malarz, pejzażysta.

## Życiorys
Ojciec Piotra Grzegorz Sosnowski, ubogi szlachcic ze Smoleńska, był spokrewniony z rodem Wiśniowieckich. Zmarł, gdy Piotr był jeszcze bardzo młody. Od wczesnej młodości rozwijał wrodzony talent do rysunku. W wieku 10 lat został zapisany do Szkoły Malarstwa w Petersburgu (Akademia Kunsztów). Ukończył Cesarską Akademię Sztuk Pięknych w Petersburgu. W 1796 roku został profesorem tamtejszej Akademii.
W 1788 roku, mając 57 lat zaciągnął się do sztabu wojsk księcia Grigorija Potiomkina. Uczestniczył w wojnie rosyjsko-tureckiej, brał udział w zdobyciu Oczakowa. Dnia 1 stycznia 1796 roku wystąpił z Cesarskiej Armii Rosyjskiej, dosłużywszy się rangi kapitana w gwardii konnej przybocznej. W 1812 roku podczas francuskiej inwazji na Rosję brał udział w bitwie pod Borodinem, jako pułkownik milicji. Po roku 1812 poświęcił się całkowicie malarstwu. Do 117 roku życia był czynnym malarzem, malował głównie pejzaże. Niewiele z jego dzieł się zachowało, ponieważ większość jego obrazów spaliła się w 1812 roku podczas pożaru Moskwy. 
Ożenił się w wieku 76 lat i miał pięcioro dzieci. Odznaczał się silną budową ciała, nigdy nie zażywał lekarstw, wszystkie zmysły zachował do sędziwej starości. Nie pił herbaty, kawy, wina, nie jadał czekolady, nie palił tytoniu. Do końca życia prowadził aktywny tryb życia.
Do historii malarstwa przeszedł jako najdłużej żyjący rosyjski malarz. Zmarł w wieku 122 lat, 1 miesiąca i 25 dni.